# Kích thước ống danh định
Kích thước ống danh định  (Nominal Pipe Size - NPS) là kích thước ống tiêu chuẩn của Bắc Mỹ, được áp dụng cho kích thước chuẩn của ống ở nhiệt độ và áp suất cao hoặc thấp. Kích thước của ống được đặc trưng bởi hai số không có thứ nguyên là: kích thước ống danh định (nominal pipe size - NPS) đo bằng inch và một chỉ số danh định (schedule hay Sched. hoặc Sch.). NPS thường bị gọi một cách không chính xác là Kích thước ống theo chuẩn Quốc gia (National Pipe Size), vì sự nhầm lẫn với  national pipe thread (NPT). Ngoài ra còn có các tiêu chuẩn kích thước ống khác, xem thêm pipe (material) - sizes. Tên tiêu chuẩn kích thước ống tương ứng của châu Âu với NPS là  DN (diamètre nominal hay nominal diameter), trong đó, kích thước ống được đo bằng milimet. Tên viết tắt  NB (cỡ ống danh định - nominal bore) cũng có thể được dùng để thay thế cho NPS.

## Lịch sử
Vào tháng 3 năm 1927, hiệp hội tiêu chuẩn Mỹ (the American Standards Association) đã thành lập một ủy ban để tiêu chuẩn hóa kích thước của ống thép rèn và ống sắt rèn. Tại thời điểm đó, chỉ có một số bề dày ống được tiêu chuẩn hóa: tiêu chuẩn khối lượng ống (standard weight STD), ống rất cứng (extra-strong XS), và ống siêu cứng (double extra-strong - XXS), được dựa vào hệ thống iron pipe size (IPS) khi đó. Tuy nhiên, ba tiêu chuẩn ống này không phù hợp cho mọi nhu cầu. Ủy ban tiêu chuẩn đã nghiên cứu nhu cầu của nền công nghiệp và đã tạo ra hệ thống chỉ số danh định để chỉ rõ độ dày thành ống; theo đó, các loại ống được chia nhỏ theo các bước nhỏ độ dày thành ống, mặc dù vậy, các chỉ số IPS và NPS vẫn tương đương nhau.
Mục đích ban đầu của các con số là mỗi chỉ số danh định có thể tỷ lệ với  áp lực chịu đựng. Tuy nhiên, trên thực tế, các chỉ số này đã khác nhiều so với chiều dày thành ống đến nỗi mục đích ban đầu của chỉ số danh định không thành hiện thực. Cũng vào năm 1939, người ta đã hi vọng việc chọn các chỉ số STD, XS, và XXS có thể độc lập với các chỉ số danh định. Tuy nhiên, những chỉ số này vẫn được sử dụng rộng rãi đến ngày nay (mặc dù, đôi khi chúng bị gọi là ống tiêu chuẩn (standard), rất nặng (extra-heavy XH), và siêu nặng (double extra heavy XXH)).
Từ khi tên danh định được lập, đã có nhiều phiên bản và bổ sung cho bảng kích thước ống dựa trên nhu cầu sử dụng và tiêu chuẩn của Viện Dầu khí MỹAPI, ASTM, và các cơ quan khác.
Thép không rỉ ngày càng được sử dụng rộng rãi giữa thế kỷ 20, đã được cho phép sử dụng với chiều dày thành ống nhỏ hơn do chúng ít bị ăn mòn. Đến năm 1949, danh mục ống nhỏ hơn đã được ban hành với bảng 5S và 10S. Chúng được dựa trên yêu cầu về áp lực đã được hiệu chỉnh tới giá trị nhỏ nhất BWG. Vì chiều dày thành ống nhỏ, các ống loại "S" không thể bị kéo theo tiêu chuẩn ASME, có thể hàn nóng.

## Ứng dụng
Dựa vào NPS và tên danh định của ống, đường kính ngoài của ống (outside diameter OD) và chiều dày thành ống có thể nội suy từ các bảng dưới đây, được dựa theo tiêu chuẩn ASME B36.10M và B36.19M. Ví dụ, NPS 14 Sch 40 có đường kính ngoài 14 inch và dày 0,437 inch. Tuy nhiên, giá trị NPS và đường kính ngoài (OD) thường không bằng nhau, điều này có thể gây ra nhiều nhầm lẫn.
- Với ống có NPS từ  ⅛ đến 12 inch, giá trị NPS và OD luôn khác nhau. Ví dụ, OD của ống NPS 12 lại là 12,75 inch. Để tìm OD thực sự cho mỗi giá trị NPS, ta phải tra bảng dưới đây. (Chú ý rằng với tubing, giá trị NPS luôn là OD.)
- Với ống có NPS trên 14 inch, giá trị NPS và OD luôn bằng nhau. Nói cách khác, ống NPS 14 có OD thực là 14 inch.

Lý do cho sự khác biệt với các ống NPS từ ⅛ tới 12 inch là những giá trị NPS này ban đầu được đặt bằng với đường kính trong (inside diameter ID) dựa vào tiêu chuẩn bề dày ống vào thời đó. Tuy nhiên, khi danh mục độ dày thành ống tăng lên, đường kính trong thay đổi và NPS chỉ đưa ra giá trị không trực tiếp liên quan đến đường kính trong và đường kính ngoài.
Khi cho giá trị NPS, với mỗi đường kính ngoài cố định và chiều dày ống tăng dần theo chỉ số danh định trong bảng. 
Khi cho giá trị danh định, đường kính ngoài tăng dần theo chỉ số NPS trong khi chiều dày không đổi hoặc tăng dần. Sử dụng các bảng trong ASME B31.3, ta có thể chỉ ra rằng áp lực chịu đựng của ống giảm tỉ lệ với sự tăng của NPS trong khi chỉ số danh định không đổi.
Cả hai loại ống polyvinyl chloride (PVC) và chlorinated polyvinyl chloride (CPVC) đều được chế tạo theo kích thước NPS.

## Bảng NPS cho kích thước ống

### NPS ⅛ tới NPS 3½
| NPS | DN mm | OD inches (millimeters) | Wall Thickness inches (millimeters) | Wall Thickness inches (millimeters) | Wall Thickness inches (millimeters) | Wall Thickness inches (millimeters) | Wall Thickness inches (millimeters) | Wall Thickness inches (millimeters) | Wall Thickness inches (millimeters) |
| NPS | DN mm | OD inches (millimeters) | SCH 5                               | SCH 10                              | SCH 30                              | SCH 40                              | SCH 80                              | SCH 120                             | XXS                                 |
| --- | ----- | ----------------------- | ----------------------------------- | ----------------------------------- | ----------------------------------- | ----------------------------------- | ----------------------------------- | ----------------------------------- | ----------------------------------- |
| ⅛   | 6     | 0,405 in (10,29 mm)     | 0,035 in (0,889 mm)                 | 0,049 in (1,245 mm)                 | 0,057 in (1,448 mm)                 | 0,068 in (1,727 mm)                 | 0,095 in (2,413 mm)                 | ---                                 | ---                                 |
| ¼   | 8     | 0,540 in (13,72 mm)     | 0,049 in (1,245 mm)                 | 0,065 in (1,651 mm)                 | 0,073 in (1,854 mm)                 | 0,088 in (2,235 mm)                 | 0,119 in (3,023 mm)                 | ---                                 | ---                                 |
| ⅜   | 10    | 0,675 in (17,15 mm)     | 0,049 in (1,245 mm)                 | 0,065 in (1,651 mm)                 | 0,073 in (1,854 mm)                 | 0,091 in (2,311 mm)                 | 0,126 in (3,200 mm)                 | ---                                 | ---                                 |
| ½   | 15    | 0,840 in (21,34 mm)     | 0,065 in (1,651 mm)                 | 0,083 in (2,108 mm)                 | ---                                 | 0,109 in (2,769 mm)                 | 0,147 in (3,734 mm)                 | ---                                 | 0,294 in (7,468 mm)                 |
| ¾   | 20    | 1,050 in (26,67 mm)     | 0,065 in (1,651 mm)                 | 0,083 in (2,108 mm)                 | ---                                 | 0,113 in (2,870 mm)                 | 0,154 in (3,912 mm)                 | ---                                 | 0,308 in (7,823 mm)                 |
| 1   | 25    | 1,315 in (33,40 mm)     | 0,065 in (1,651 mm)                 | 0,109 in (2,769 mm)                 | ---                                 | 0,133 in (3,378 mm)                 | 0,179 in (4,547 mm)                 | ---                                 | 0,358 in (9,093 mm)                 |
| 1¼  | 32    | 1,660 in (42,16 mm)     | 0,065 in (1,651 mm)                 | 0,109 in (2,769 mm)                 | 0,117 in (2,972 mm)                 | 0,140 in (3,556 mm)                 | 0,191 in (4,851 mm)                 | ---                                 | 0,382 in (9,703 mm)                 |
| 1½  | 40    | 1,900 in (48,26 mm)     | 0,065 in (1,651 mm)                 | 0,109 in (2,769 mm)                 | 0,125 in (3,175 mm)                 | 0,145 in (3,683 mm)                 | 0,200 in (5,080 mm)                 | ---                                 | 0,400 in (10,160 mm)                |
| 2   | 50    | 2,375 in (60,33 mm)     | 0,065 in (1,651 mm)                 | 0,109 in (2,769 mm)                 | 0,125 in (3,175 mm)                 | 0,154 in (3,912 mm)                 | 0,218 in (5,537 mm)                 | 0,250 in (6,350 mm)                 | 0,436 in (11,074 mm)                |
| 2½  | 65    | 2,875 in (73,03 mm)     | 0,083 in (2,108 mm)                 | 0,120 in (3,048 mm)                 | 0,188 in (4,775 mm)                 | 0,203 in (5,156 mm)                 | 0,276 in (7,010 mm)                 | 0,300 in (7,620 mm)                 | 0,552 in (14,021 mm)                |
| 3   | 80    | 3,500 in (88,90 mm)     | 0,083 in (2,108 mm)                 | 0,120 in (3,048 mm)                 | 0,188 in (4,775 mm)                 | 0,216 in (5,486 mm)                 | 0,300 in (7,620 mm)                 | 0,350 in (8,890 mm)                 | 0,600 in (15,240 mm)                |
| 3½  | 90    | 4,000 in (101,60 mm)    | 0,083 in (2,108 mm)                 | 0,120 in (3,048 mm)                 | 0,188 in (4,775 mm)                 | 0,226 in (5,740 mm)                 | 0,318 in (8,077 mm)                 | ---                                 | 0,636 in (16,154 mm)                |

### NPS 4 tới NPS 8
| NPS | DN mm | OD inches (millimeters) | Wall Thickness inches (millimeters) | Wall Thickness inches (millimeters) | Wall Thickness inches (millimeters) | Wall Thickness inches (millimeters) | Wall Thickness inches (millimeters) | Wall Thickness inches (millimeters) | Wall Thickness inches (millimeters) | Wall Thickness inches (millimeters) | Wall Thickness inches (millimeters) | Wall Thickness inches (millimeters) | Wall Thickness inches (millimeters) |
| NPS | DN mm | OD inches (millimeters) | SCH 5                               | SCH 10                              | SCH 20                              | SCH 30                              | SCH 40/STD                          | SCH 60                              | SCH 80                              | SCH 100                             | SCH 120                             | SCH 140                             | SCH 160                             |
| --- | ----- | ----------------------- | ----------------------------------- | ----------------------------------- | ----------------------------------- | ----------------------------------- | ----------------------------------- | ----------------------------------- | ----------------------------------- | ----------------------------------- | ----------------------------------- | ----------------------------------- | ----------------------------------- |
| 4   | 100   | 4,500 in (114,30 mm)    | 0,083 in (2,108 mm)                 | 0,120 in (3,048 mm)                 | ---                                 | 0,188 in (4,775 mm)                 | 0,237 in (6,020 mm)                 | 0,281 in (7,137 mm)                 | 0,337 in (8,560 mm)                 | ---                                 | 0,437 in (11,100 mm)                | ---                                 | 0,531 in (13,487 mm)                |
| 4½  | 115   | 5,000 in (127,00 mm)    | ---                                 | ---                                 | ---                                 | ---                                 | 0,247 in (6,274 mm)                 | ---                                 | 0,355 in (9,017 mm)                 | ---                                 | ---                                 | ---                                 | ---                                 |
| 5   | 125   | 5,563 in (141,30 mm)    | 0,109 in (2,769 mm)                 | 0,134 in (3,404 mm)                 | ---                                 | ---                                 | 0,258 in (6,553 mm)                 | ---                                 | 0,375 in (9,525 mm)                 | ---                                 | 0,500 in (12,700 mm)                | ---                                 | 0,625 in (15,875 mm)                |
| 6   | 150   | 6,625 in (168,28 mm)    | 0,109 in (2,769 mm)                 | 0,134 in (3,404 mm)                 | ---                                 | ---                                 | 0,280 in (7,112 mm)                 | ---                                 | 0,432 in (10,973 mm)                | ---                                 | 0,562 in (14,275 mm)                | ---                                 | 0,719 in (18,263 mm)                |
| 8   | 200   | 8,625 in (219,08 mm)    | 0,109 in (2,769 mm)                 | 0,148 in (3,759 mm)                 | 0,250 in (6,350 mm)                 | 0,277 in (7,036 mm)                 | 0,322 in (8,179 mm)                 | 0,406 in (10,312 mm)                | 0,500 in (12,700 mm)                | 0,593 in (15,062 mm)                | 0,718 in (18,237 mm)                | 0,812 in (20,625 mm)                | 0,906 in (23,012 mm)                |

### NPS 10 tới NPS 24
| NPS | DN mm | OD inches (millimeters) | Wall Thickness inches (millimeters) | Wall Thickness inches (millimeters) | Wall Thickness inches (millimeters) | Wall Thickness inches (millimeters) | Wall Thickness inches (millimeters) | Wall Thickness inches (millimeters) |  |
| NPS | DN mm | OD inches (millimeters) | SCH 5s                              | SCH 5                               | SCH 10s                             | SCH 10                              | SCH 20                              | SCH 30                              |  |
| --- | ----- | ----------------------- | ----------------------------------- | ----------------------------------- | ----------------------------------- | ----------------------------------- | ----------------------------------- | ----------------------------------- |  |
| 10  | 250   | 10,75 in (273,05 mm)    | 0,134 in (3,404 mm)                 | 0,134 in (3,404 mm)                 | 0,165 in (4,191 mm)                 | 0,165 in (4,191 mm)                 | 0,250 in (6,350 mm)                 | 0,307 in (7,798 mm)                 |  |
| 12  | 300   | 12,75 in (323,85 mm)    | 0,156 in (3,962 mm)                 | 0,165 in (4,191 mm)                 | 0,180 in (4,572 mm)                 | 0,180 in (4,572 mm)                 | 0,250 in (6,350 mm)                 | 0,330 in (8,382 mm)                 |  |
| 14  | 350   | 14,00 in (355,60 mm)    | 0,156 in (3,962 mm)                 | 0,156 in (3,962 mm)                 | 0,188 in (4,775 mm)                 | 0,250 in (6,350 mm)                 | 0,312 in (7,925 mm)                 | 0,375 in (9,525 mm)                 |  |
| 16  | 400   | 16,00 in (406,40 mm)    | 0,165 in (4,191 mm)                 | 0,165 in (4,191 mm)                 | 0,188 in (4,775 mm)                 | 0,250 in (6,350 mm)                 | 0,312 in (7,925 mm)                 | 0,375 in (9,525 mm)                 |  |
| 18  | 450   | 18,00 in (457,20 mm)    | 0,165 in (4,191 mm)                 | 0,165 in (4,191 mm)                 | 0,188 in (4,775 mm)                 | 0,250 in (6,350 mm)                 | 0,312 in (7,925 mm)                 | 0,437 in (11,100 mm)                |  |
| 20  | 500   | 20,00 in (508,00 mm)    | 0,188 in (4,775 mm)                 | 0,188 in (4,775 mm)                 | 0,218 in (5,537 mm)                 | 0,250 in (6,350 mm)                 | 0,375 in (9,525 mm)                 | 0,500 in (12,700 mm)                |  |
| 24  | 600   | 24,00 in (609,60 mm)    | 0,218 in (5,537 mm)                 | 0,218 in (5,537 mm)                 | 0,250 in (6,350 mm)                 | 0,250 in (6,350 mm)                 | 0,375 in (9,525 mm)                 | 0,562 in (14,275 mm)                |  |

| NPS | Wall Thickness inches (millimeters) | Wall Thickness inches (millimeters) | Wall Thickness inches (millimeters) | Wall Thickness inches (millimeters) | Wall Thickness inches (millimeters) | Wall Thickness inches (millimeters) | Wall Thickness inches (millimeters) | Wall Thickness inches (millimeters) | Wall Thickness inches (millimeters) |
| NPS | SCH 40s                             | SCH 40                              | SCH 60                              | SCH 80s                             | SCH 80                              | SCH 100                             | SCH 120                             | SCH 140                             | SCH 160                             |
| --- | ----------------------------------- | ----------------------------------- | ----------------------------------- | ----------------------------------- | ----------------------------------- | ----------------------------------- | ----------------------------------- | ----------------------------------- | ----------------------------------- |
| 10  | 0,365 in (9,271 mm)                 | 0,365 in (9,271 mm)                 | 0,500 in (12,700 mm)                | 0,500 in (12,700 mm)                | 0,593 in (15,062 mm)                | 0,718 in (18,237 mm)                | 0,843 in (21,412 mm)                | 1,000 in (25,400 mm)                | 1,125 in (28,575 mm)                |
| 12  | 0,375 in (9,525 mm)                 | 0,406 in (10,312 mm)                | 0,500 in (12,700 mm)                | 0,500 in (12,700 mm)                | 0,687 in (17,450 mm)                | 0,843 in (21,412 mm)                | 1,000 in (25,400 mm)                | 1,125 in (28,575 mm)                | 1,312 in (33,325 mm)                |
| 14  | 0,375 in (9,525 mm)                 | 0,437 in (11,100 mm)                | 0,593 in (15,062 mm)                | 0,500 in (12,700 mm)                | 0,750 in (19,050 mm)                | 0,937 in (23,800 mm)                | 1,093 in (27,762 mm)                | 1,250 in (31,750 mm)                | 1,406 in (35,712 mm)                |
| 16  | 0,375 in (9,525 mm)                 | 0,500 in (12,700 mm)                | 0,656 in (16,662 mm)                | 0,500 in (12,700 mm)                | 0,843 in (21,412 mm)                | 1,031 in (26,187 mm)                | 1,218 in (30,937 mm)                | 1,437 in (36,500 mm)                | 1,593 in (40,462 mm)                |
| 18  | 0,375 in (9,525 mm)                 | 0,562 in (14,275 mm)                | 0,750 in (19,050 mm)                | 0,500 in (12,700 mm)                | 0,937 in (23,800 mm)                | 1,156 in (29,362 mm)                | 1,375 in (34,925 mm)                | 1,562 in (39,675 mm)                | 1,781 in (45,237 mm)                |
| 20  | 0,375 in (9,525 mm)                 | 0,593 in (15,062 mm)                | 0,812 in (20,625 mm)                | 0,500 in (12,700 mm)                | 1,031 in (26,187 mm)                | 1,280 in (32,512 mm)                | 1,500 in (38,100 mm)                | 1,750 in (44,450 mm)                | 1,968 in (49,987 mm)                |
| 24  | 0,375 in (9,525 mm)                 | 0,687 in (17,450 mm)                | 0,968 in (24,587 mm)                | 0,500 in (12,700 mm)                | 1,218 in (30,937 mm)                | 1,531 in (38,887 mm)                | 1,812 in (46,025 mm)                | 2,062 in (52,375 mm)                | 2,343 in (59,512 mm)                |

Ghi chú: --- =  Kích thước chưa được định nghĩa